# Dinar bareiní
El dinar (en árabe: بحريني‎, romanizado: Dīnār Baḥrēnī) es la moneda de curso legal de Baréin. Está dividido en 1000 fils y su código ISO 4217 es BHD. La palabra "dinar" deriva del término latino denarius. En 1965 se introdujo por primera vez el dinar para sustituir la rupia del Golfo, con una tasa de cambio de 10 rupias por dinar.

## Historia
Durante la ocupación lusitana de Baréin desde 1521, circuló la moneda colonial de India portuguesa con ceca en Goa hasta que fue invadida en 1602 por el Imperio persa safávida, por lo cual comenzaron a utilizar sus monedas, los shahi y abbasi de plata y el ashrafi de oro. Cuando Baréin se convirtió en un jecato independiente en 1783 comenzaría a utilizar los reales de a ocho y luego los táleros de María Teresa I de Austria.
A partir del protectorado británico sobre el Emirato de Baréin en 1861, comenzó a circular la rupia india que continuó aceptándose al independizarse del Reino Unido en 1947, pero en 1959 la República de la India emitió billetes de la rupia del Golfo para evitar contrabando de oro, utilizándose hasta la independencia en 1965, año de la acuñación de las primeras monedas propias que también fueron utilizadas en el Emirato de Abu Dabi hasta que este se adhiriera a los Emiratos Árabes Unidos en 1973.

## Monedas
En 1965 se acuñaron las primeras monedas en denominaciones de 1, 5, 10, 25, 50 y 100 fils. La producción de la moneda de 1 fils cesó en 1966.
| Denominación | Emisión   | Metal | Canto | Diámetro (mm) | Peso (g) | Anverso                                           | Reverso           |
| ------------ | --------- | ----- | ----- | ------------- | -------- | ------------------------------------------------- | ----------------- |
| 1 Fil        | 1965-1966 | Cu+Zn | Liso  | 15.10         | 1.50     | Palmera - مصرف البحرين المركزي - año de acuñación | فلس ١ - BAHRAIN   |
| 5 Fils       | 1965-1991 | Cu+Zn | Liso  | 18.50         | 2.00     | Palmera - صرف البحرين المركزي - año de acuñación  | فلس ٥ - BAHRAIN   |
| 10 Fils      | 1965-1991 | Cu+Zn | Liso  | 23.50         | 4.70     | Palmera - مصرف البحرين المركزي - año de acuñación | فلس ١٠ - BAHRAIN  |
| 25 Fils      | 1965-1991 | Cu+Ni |       | 16.50         | 1.80     | Palmera - مصرف البحرين المركزي - año de acuñación | فلس ٢٥ - BAHRAIN  |
| 50 Fils      | 1965-1991 | Cu+Ni |       | 20            | 3.10     | Palmera - مصرف البحرين المركزي - año de acuñación | فلس ٥٠ - BAHRAIN  |
| 100 Fils     | 1961-1991 | Cu+Ni |       | 25            | 6.60     | Palmera - مصرف البحرين المركزي - año de acuñación | فلس ١٠٠ - BAHRAIN |

En 1992 se acuñó una nueva serie de monedas, que eliminaba la denominación de 1 fil y añadía la de 500 fils. Además existen dos versiones de esta serie, una anterior a 2001 en la que el nombre oficial del país es «Estado de Baréin», y otra posterior en la que el nombre oficial es «Reino de Baréin».
| Denominación | Emisión   | Metal    | Metal    | Diámetro (mm) | Peso (g) | Canto    | Anverso                                                                          | Reverso        |
| Denominación | Emisión   | Anillo   | Centro   | Diámetro (mm) | Peso (g) | Canto    | Anverso                                                                          | Reverso        |
| ------------ | --------- | -------- | -------- | ------------- | -------- | -------- | -------------------------------------------------------------------------------- | -------------- |
| 5 Fils       | 1992-2001 | Cu+Al+Ni | Cu+Al+Ni | 19,00         | 2,50     | Liso     | Palmera - STATE OF BAHRAIN - دولة البحرين - año de acuñación                     | 5 فلس          |
| 10 Fils      | 1992-2001 | Cu+Al+Ni | Cu+Al+Ni | 21,00         | 3,35     | Liso     | Palmera - STATE OF BAHRAIN - دولة البحرين - año de acuñación                     | 10 فلس         |
| 25 Fils      | 1992-2001 | Cu+Ni    | Cu+Ni    | 20            | 2.35     | Estriado | Sello de los pueblos Dilmun - STATE OF BAHRAIN - دولة البحرين - año de acuñación | 25 فلس         |
| 50 Fils      | 1992-2001 | Cu+Ni    | Cu+Ni    | 22            | 3.50     | Estriado | Dhow - STATE OF BAHRAIN - دولة البحرين - año de acuñación                        | 50 فلس         |
| 100 Fils     | 1995-2001 | Cu+Al+Ni | Cu+Ni    | 24,00         | 6,00     | Estriado | Escudo de armas - STATE OF BAHRAIN - دولة البحرين - año de acuñación             | 100 فلس        |
| 500 Fils     | 2001      | Cu+Ni    | Cu+Al+Ni | 27            | 9        | Estriado | STATE OF BAHRAIN - دولة البحرين - año de acuñación                               | 500 فلس · FILS |

| Denominación | Emisión | Metal    | Metal    | Diámetro (mm) | Peso (g) | Canto    | Anverso                                                                             | Reverso        |
| Denominación | Emisión | Anillo   | Centro   | Diámetro (mm) | Peso (g) | Canto    | Anverso                                                                             | Reverso        |
| ------------ | ------- | -------- | -------- | ------------- | -------- | -------- | ----------------------------------------------------------------------------------- | -------------- |
| 5 Fils       | 2002-   | Cu+Al+Ni | Cu+Al+Ni | 19            | 2.50     | Liso     | Palmera - KINGDOM OF BAHRAIN - مملكة البحرين - año de acuñación                     | 5 فلس          |
| 10 Fils      | 2002-   | Cu+Al+Ni | Cu+Al+Ni | 21            | 3.35     | Liso     | Palmera - KINGDOM OF BAHRAIN - مملكة البحرين - año de acuñación                     | 10 فلس         |
| 25 Fils      | 2002-   | Cu+Ni    | Cu+Ni    | 20            | 2.35     | Estriado | Sello de los pueblos Dilmun - KINGDOM OF BAHRAIN - مملكة البحرين - año de acuñación | 25 فلس         |
| 50 Fils      | 2002-   | Cu+Ni    | Cu+Ni    | 22            | 3.50     | Estriado | Dhow - KINGDOM OF BAHRAIN - مملكة البحرين - año de acuñación                        | 50 فلس         |
| 100 Fils     | 2002-   | Cu+Al+Ni | Cu+Ni    | 24            | 6        | Estriado | Escudo de armas - KINGDOM OF BAHRAIN - مملكة البحرين - año de acuñación             | 100 فلس        |
| 500 Fils     | 2002-   | Cu+Ni    | Cu+Al+Ni | 27            | 9        | Estriado | KINGDOM OF BAHRAIN - مملكة البحرين - año de acuñación                               | 500 فلس · FILS |

## Billetes
En 1965, el Consejo Monetario de Baréin introdujo billetes en denominaciones de 100 fils, ¼, ½, 1, 5 y 10 dinares. En 1973, la Agencia Monetaria de Baréin asumió la competencia para emitir billetes, e introdujo denominaciones de ½, 1, 5, 10 y 20 dinares. En 2006, la Agencia cambió su nombre al de Banco Central de Baréin.
El 2 de marzo de 2008 anunció la impresión de una nueva serie de billetes. Estos billetes tendrían diseños de la cultura tradicional bareiní y elementos del desarrollo moderno.

### Billetes falsos de 1998
En junio de 1998 se emitieron billetes de 20 BHD que solo circularon por un espacio de siete semanas aproximadamente, ya que se destapó un escándalo que involucraba a Ciccone Calcografica, una imprenta argentina que posteriormente cambiaría de nombre a Compañía de Valores Sudamericana. La misma, imprimió una orden equivalente a USD 137 millones en billetes de BHD 20 con el diseño de 1993, sin corroborar con las autoridades monetarias de Baréin la legitimidad del pedido. La orden fue entregada por la imprenta y la emisión falsa empezó a ser cambiada en Níger, Chad, Emiratos Árabes Unidos, Catar, Líbano, Francia y Bélgica.
La corta circulación de los billetes legítimos, hace que se hayan convertido en piezas apetecidas por los coleccionistas, quienes raramente los han visto.
| Denominación | Color   | Imagen del anverso | Imagen del reverso |
| ------------ | ------- | ------------------ | ------------------ |
| ½ Dinar      | Marrón  |                    |                    |
| 1 Dinar      | Rojo    |                    |                    |
| 5 Dinares    | Azul    |                    |                    |
| 10 Dinares   | Verde   |                    |                    |
| 20 Dinares   | Violeta |                    |                    |

| Denominación | Color       | Dimensiones | Descripción del anverso                                                           | Descripción del reverso                                                                                   | Imagen Anverso | Imagen Reverso |
| ------------ | ----------- | ----------- | --------------------------------------------------------------------------------- | --- | -------------- | -------------- |
| ½ Dinar      | Marrón      | 154 x 74 mm | ½ دينار - Edificio de la Corte de Baréin - مصرف البحرين المركزي                   | ½ - HALF DINAR - Circuito Internacional de Baréin - Central Bank of Bahrain                               |                |                |
| 1 Dinar      | Rojo        | 154 x 74 mm | دينار ١ - Escuela de Al Hedaya Al Khalifiya - مصرف البحرين المركزي                | 1 - ONE DINAR - Sail and Pearl Monument y caballos - Central Bank of Bahrain                              |                |                |
| 5 Dinares    | Azul        | 154 x 74 mm | دينار ٥ - Casa de Shaikh Isa en Muharraq - Fuerte de Riffa - مصرف البحرين المركزي | 5 - FIVE DINARS - Pozo petrolífero - Almacenes de la empresa Alluminium Bahrain - Central Bank of Bahrain |                |                |
| 10 Dinares   | Verde       | 154 x 74 mm | دينار ١٠ - Hamad bin Isa al-Jalifa - مصرف البحرين المركزي                         | 10 - TEN DINARS - Puente de Isa bin Salman al Khalifa - Central Bank of Bahrain                           |                |                |
| 20 Dinares   | Azul/Marrón | 154 x 74 mm | دينار ٢٠ - Hamad bin Isa al-Jalifa - مصرف البحرين المركزي                         | 20 - TWENTY DINARS - Centro Islámico Al-Fateh - Central Bank of Bahrain                                   |                |                |